# Cavaleiros do Círculo Dourado
Cavaleiros do Círculo Dourado (KGC, sigla em inglês) eram uma sociedade secreta nos Estados Unidos de meados do século XIX. O objetivo original do KGC era anexar um "círculo de ouro" de territórios no México, na América Central, nos Estados Confederados da América e no Caribe como Estados escravagistas. 
À medida que o abolicionismo nos Estados Unidos aumentou após o caso Dred Scott de 1857, os membros propuseram uma confederação separada estados escravagistas, com os estados norte-americanos ao sul da linha Mason-Dixon a se separar e se alinhar com outros estados escravos a serem formados a partir do " círculo de Ouro". Em ambos os casos, o objetivo era aumentar o poder da classe alta dos escravos do Sul a tal ponto que nunca poderia ser desalojada.
Durante a Guerra Civil Americana, alguns simpatizantes do sul nos estados da União ou do Norte, como Ohio, Illinois, Indiana e Iowa, foram acusados de pertencer aos Cavaleiros do Círculo Dourado e, em alguns casos, como o de Lambdin P. Milligan, eles foram presos por suas atividades. 

## História antiga
George W. L. Bickley, médico, editor e "aventureiro" que morava em Cincinnati, fundou a associação. Os registros da convenção da KGC realizada em 1860 afirmam que a organização "se originou em Lexington, Kentucky, no quarto dia de julho de 1854, por cinco cavalheiros que se reuniram em uma chamada feita pelo general George Bickley". Ele organizou o primeiro castelo, ou filial local, em Cincinnati, em 1854. Caçado por credores, ele deixou Cincinnati no final da década de 1850 e viajou promovendo uma expedição ao México. O objetivo original do grupo era fornecer uma força para colonizar a parte norte do México e as Índias Ocidentais. Isso ampliaria os interesses pró-escravidão. Em agosto de 1861, o New York Times descreveu a ordem como sucessora da Ordem da Estrela Solitária, que havia sido organizada com o objetivo de conquistar Cuba e Nicarágua, sucedendo a última causa em 1856 sob William Walker antes de ser expulsa por um coalizão de estados vizinhos. Naquela época, dizia-se que o objetivo principal da ordem era formar um exército de 16 mil homens para conquistar e "sulizar" o México, enquanto apoiava os Cavaleiros da Estrela Colombiana para cargos públicos.
Antes da Guerra Civil, vários membros do governo do presidente James Buchanan eram membros da ordem. Os secretários de guerra e tesouraria, John Floyd e Howell Cobb, respectivamente, eram membros do círculo, além do vice-presidente John Breckenridge. O secretário de Guerra John Floyd recebeu instruções da Ordem para "tomar os estaleiros da Marinha, Forts, etc., enquanto os membros da KGC ainda eram oficiais do gabinete e senadores". Floyd usou sua posição como Secretário de Guerra para mover munições e homens para o sul no final da presidência de Buchanan. Sua conspiração foi descoberta, mas levou a uma maior desconfiança das sociedades secretas e dos Copperheads em geral.

## Guerra civil

### Sudoeste
Em 1859, o futuro general de brigada do Exército dos Estados Confederados Elkanah Greer estabeleceu "castelos" da KGC no leste do Texas e na Louisiana. O senador estadunidense Sam Houston chegou a introduzir uma resolução no Senado dos Estados Unidos em 1858 para os "Estados Unidos declararem e manterem um protetorado eficiente sobre os Estados do México, Nicarágua, Costa Rica, Guatemala, Honduras e San Salvador". Esta medida, que apoiava o objetivo do KGC, não foi adotada. Na primavera de 1860, Elkanah Greer tornou-se general e grande comandante de 4 mil cavaleiros militares na divisão de 21 castelos do KGC no Texas. O Texas KGC apoiou a política do Presidente dos Estados Unidos, James Buchanan, e redigiu um tratado para a proteção de rotas para o comércio dos Estados Unidos em todo o México, que também não foi aprovado pelo Senado dos EUA.
Com a eleição de Abraham Lincoln como Presidente dos Estados Unidos, o KGC do Texas mudou sua ênfase de um plano para expandir o território dos EUA no México, a fim de concentrar seus esforços no apoio à separação da União dos estados do Sul nos Estados Unidos. Em 15 de fevereiro de 1861, Ben McCulloch, marechal dos Estados Unidos e ex-Texas Ranger, começou a marchar em direção ao arsenal federal de San Antonio, Texas, com uma força de cavalaria de cerca de 550 homens, dos quais cerca de 150 eram KGC de seis castelos diferentes. Como os voluntários continuaram a se juntar a McCulloch no dia seguinte, o major David E. Twiggs, do Exército dos Estados Unidos, decidiu entregar o arsenal pacificamente aos secessionistas. Twiggs foi nomeado general principal no Exército dos Estados Confederados em 22 de maio de 1861.
Os membros do KGC também figuravam com destaque entre aqueles que, em 1861, ingressaram no tenente-coronel. John Robert Baylor em sua aquisição temporariamente bem-sucedida do sul do Novo México. Em maio de 1861, membros do KGC e do Confederate Rangers atacaram um prédio que abrigava um jornal pró-União, o Alamo Express, de propriedade do J. P. Newcomb, e o queimaram.

### Norte
No início de 1862, republicanos radicais no Senado, auxiliados pelo secretário de Estado William H. Seward, sugeriram que o ex-presidente Franklin Pierce, que criticava muito as políticas de guerra do governo Lincoln, era um membro ativo dos Cavaleiros do Círculo Dourado. Numa carta furiosa a Seward, Pierce negou que sabia alguma coisa sobre o KGC e exigiu que sua carta fosse divulgada. O senador da Califórnia Milton Latham posteriormente o fez quando entrou na correspondência inteira de Pierce–Seward. 
Apelando aos amigos da Confederação nos estados do norte e da fronteira, a Ordem se espalhou para Kentucky, bem como para as partes sul de estados da União como Indiana, Ohio, Illinois e Missouri. Tornou-se mais forte entre os Copperheads, que eram democratas que queriam terminar a Guerra Civil por meio de um acordo com o sul. Alguns apoiaram a escravidão e outros estavam preocupados com o poder do governo federal. No verão de 1863, o Congresso autorizou o recrutamento militar, o que o governo logo colocou em operação. Os líderes leais ao Partido Democrata, contrários ao governo de Abraham Lincoln, denunciaram o projeto e outras medidas de guerra, como a prisão de pessoas sediciosas e a suspensão temporária do presidente do habeas corpus pelo presidente .
Durante a Campanha Gettysburg de 1863, os golpistas do centro-sul da Pensilvânia venderam aos agricultores holandeses da Pensilvânia bilhetes em papel de um dólar supostamente dos Cavaleiros do Círculo Dourado. Juntamente com uma série de gestos secretos com as mãos, esses tíquetes deveriam proteger os cavalos e outras posses dos portadores de apreensão da invasão dos soldados confederados. Quando o major confederado. Gen. A divisão de infantaria de Jubal Early passou pelo Condado de York, Pensilvânia, e eles pegaram o que precisavam de qualquer maneira. Eles costumavam pagar com dólares dos Estados Confederados ou com rascunhos do governo confederado. O comandante da cavalaria confederada J. E. B. Stuart também relatou os supostos bilhetes do KGC ao documentar a campanha. 
No mesmo ano, Asbury Harpending e membros da Califórnia dos Cavaleiros do Círculo Dourado em São Francisco equiparam a escuna J. M. Chapman como um corsário confederado na Baía de São Francisco, com o objetivo de invadir o comércio na costa do Pacífico e capturar remessas de ouro para o leste Costa. Sua tentativa foi detectada e eles foram apreendidos na noite da partida prevista.
No final de 1863, o KGC se reorganizou como a Ordem dos Cavaleiros Americanos. Em 1864, tornou-se a Ordem dos Filhos da Liberdade, com o político de Ohio Clement L. Vallandigham, o mais proeminente dos Copperheads, como seu comandante supremo. Na maioria das áreas, apenas uma minoria de seus membros era radical o suficiente para desencorajar alistamentos, resistir ao recrutamento e proteger desertores. O KGC realizou numerosas reuniões de paz. Alguns agitadores, alguns incentivados pelo dinheiro do sul, conversaram sobre uma revolta no Velho Noroeste, com o objetivo de acabar com a guerra.

## Teoria da conspiração sobrevivente
Segundo alguns historiadores periféricos, após a Guerra Civil, o KGC foi à clandestinidade e se tornou uma sociedade secreta. Eles alegam que a nova missão da KGC era apoiar uma segunda revolta, ex-confederada, contra o governo federal dos Estados Unidos. Além disso, foi alegado no programa America Unearthed do History Channel, no episódio "Assassinos Secretos de Lincoln", que a gangue James-Younger era a principal fonte de recursos para uma segunda Guerra Civil Americana que nunca ocorreu. Nenhuma evidência foi fornecida para tais suposições. 
O Los Angeles Times observou que uma teoria, entre muitas, sobre a origem do tesouro de moedas de ouro de Saddle Ridge Hoard é que ela foi armazenada em cache pelo KGC, que "alguns acreditam que enterrou milhões em ouro ilícito em uma dúzia de estados para financiar um Segunda Guerra Civil".

## Na cultura popular
- A Noite dos Tiranos de Ferro (1990-1991), escrita pelo romancista Mark Ellis e desenhada por Darryl Banks, é uma minissérie de quadrinhos em quatro partes baseada na série de televisão The Wild Wild West . Apresenta os Cavaleiros do Círculo Dourado em um plano de assassinato contra o Presidente Ulysses S. Grant e Dom Pedro II do Brasil durante a Exposição do Centenário da Filadélfia de 1876.
- Os KGC são os vilões da em Batman: Detective No. 27 (2003), de Michael Uslan e Peter Snejbjerg.
- Os KGC são retratados como conspiradores no assassinato de Lincoln no filme da Disney National Treasure: Book of Secrets (2007).
- No romance de William Martin The Lincoln Letter (2012), os KGC são um grupo de conspiradores em Washington, DC, durante a Guerra Civil .
- O KGC e seu potencial envolvimento com o assassinato do Presidente Lincoln são discutidos em um episódio da série History Channel America Unearthed.[19]
- Os KGC são os antagonistas de uma história apresentada nos quadrinhos da web Atomic Robo.[20]
- O KGC é referenciado durante uma discussão sobre um possível plano de assassinato na série de televisão PBS Mercy Street .
- O KGC é o tema de um romance de ficção histórica de Steve Berry, intitulado The Lost Order, lançado em 4 de abril de 2017.[21]